# Król Ralph
Król Ralph (ang. King Ralph) – amerykański film komediowy z 1991 roku w reżyserii Davida S. Warda. Scenariusz oparto na powieści Emlyn Williams Headlong.

## Produkcja
Zdjęcia do filmu kręcono w wielu miejscach w całej Anglii. Pałac Buckingham odgrywały w filmie inne rezydencje: liczne londyńskie pałace (Syon House, Somerset House, Apsley House, Lancaster House i Old Royal Naval College w Greenwich), Wrotham Park (hrabstwo Hertfordshire), Harewood House (West Yorkshire), Belvoir Castle (Leicestershire), Hagley Hall (Worcestershire) oraz Blenheim Palace (Oxfordshire). Wnętrza zamku w Warwick (Warwickshire) i Hever Castle (Kent) zastępowały prawdziwy zamek w Windsorze, który z kolei widać w filmie jedynie z zewnątrz oraz od strony parkowej promenady The Long Walk. Londyński dworzec kolejowy St Pancras International pojawił się w scenie z fińską rodziną królewską. Highclere Castle w hrabstwie Hampshire posłużył jako dom Lorda Gravesa. Dalton w hrabstwie South Yorkshire było zaś miejscem, w którym znajdował się dom rodziców Mirandy.

## Fabuła
W wyniku wypadku podczas robienia wspólnej fotografii, cała rodzina królewska panująca w Wielkiej Brytanii ginie. Wszyscy na liście sukcesji. Ogromnym wysiłkiem poszukuje się na całym świecie kogoś kto choć minimalnie był z nimi spokrewniony. Stwierdzono, że teraz pierwszy na liście jest Ralph, Amerykanin, piosenkarz i tancerz z Las Vegas. W Anglii przechodzi kurs dobrego wychowania i zapoznaje się z etykietą królewską. Jest to dla niego trudne zadanie, ponieważ jest stereotypowym Amerykaninem, a jego nawyki nie przystają do przyszłego króla Anglii. Wkrótce dowiaduje się, że przeciwko niemu szykuje się spisek.

## Obsada
Źródło: Filmweb
- John Goodman – Ralph Hampton Gainesworth Jones
- Peter O’Toole – sir Cedric Charles Willingham
- John Hurt – lord Percival Graves
- Camille Coduri – Miranda Green
- Richard Griffiths – Duncan Phipps
- Leslie Phillips – Gordon Halliwell
- James Villiers – premier Jeffrey Hale
- Joely Richardson – księżniczka Anna
- Niall O’Brien – Tommy McGuire
- Julian Glover – król Gustaw